# Ram Narayan
Ram Narayan (født 25. december 1927 i Udaipur, død 9. november 2024) var en indisk sarangi-spiller og komponist. Han modtog den civile æresbevisning Padma Vibhushan.